# Ficheux
Ficheux est une commune française située dans le département du Pas-de-Calais en région Hauts-de-France. Ses habitants sont appelés les Ficheusois.
La commune fait partie de la communauté urbaine d'Arras qui regroupe 46 communes et compte 109 776 habitants en 2021.

## Géographie

### Localisation
Localisée dans le sud-est du département du Pas-de-Calais, Ficheux est une commune située, à vol d'oiseau, à 7 km au sud de la commune d’Arras (chef-lieu d'arrondissement et préfecture du Pas-de-Calais). La commune est desservie par l'ancienne route nationale 319 (actuelle RD 919) reliant Amiens à Arras. 
Le territoire de la commune est limitrophe de ceux de sept communes.
Les communes limitrophes sont  Agny, Blairville, Boiry-Sainte-Rictrude, Boisleux-au-Mont, Hendecourt-lès-Ransart, Mercatel et Wailly.

### Géologie et relief
La superficie de la commune est de 5,83 km2 ; son altitude varie de 78  à   113 m.

### Hydrographie
La commune est située dans le bassin Artois-Picardie. Elle n'est drainée par aucun cours d'eau,.

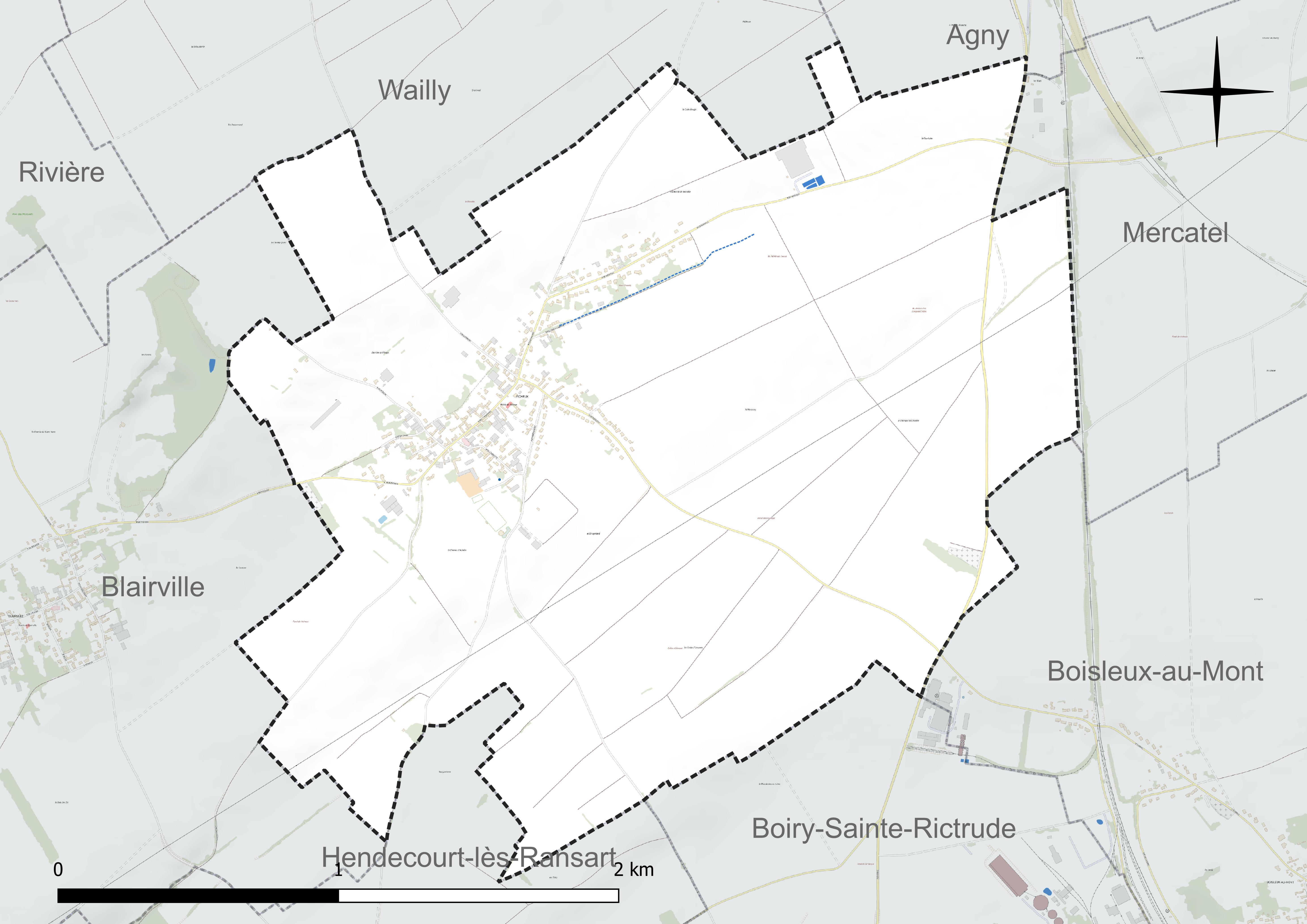
Réseau hydrographique de Ficheux.

### Climat
Pour des articles plus généraux, voir Climat des Hauts-de-France et Climat du Pas-de-Calais.
En 2010, le climat de la commune est de type climat océanique dégradé des plaines du Centre et du Nord, selon une étude du CNRS s'appuyant sur une série de données couvrant la période 1971-2000. En 2020, Météo-France publie une typologie des climats de la France métropolitaine dans laquelle la commune est exposée à un climat océanique et est dans la région climatique Nord-est du bassin Parisien, caractérisée par un ensoleillement médiocre, une pluviométrie moyenne régulièrement répartie au cours de l'année et un hiver froid (3 °C).
Pour la période 1971-2000, la température annuelle moyenne est de 10,3 °C, avec une amplitude thermique annuelle de 14,2 °C. Le cumul annuel moyen de précipitations est de 742 mm, avec 11,9 jours de précipitations en janvier et 8,9 jours en juillet. Pour la période 1991-2020, la température moyenne annuelle observée sur la station météorologique la plus proche, située sur la commune de Wancourt à 10 km à vol d'oiseau, est de 10,8 °C et le cumul annuel moyen de précipitations est de 711,4 mm,. Pour l'avenir, les paramètres climatiques de la commune estimés pour 2050 selon différents scénarios d'émission de gaz à effet de serre sont consultables sur un site dédié publié par Météo-France en novembre 2022.

### Paysages
Pour un article plus général, voir Paysage en France.
La commune est située dans le paysage régional des grands plateaux artésiens et cambrésiens tel que défini dans l'atlas des paysages de la région Nord-Pas-de-Calais, conçu par la direction régionale de l'Environnement, de l'Aménagement et du Logement (DREAL),. Ce paysage régional, qui concerne 238 communes, est dominé par les « grandes cultures » de céréales et de betteraves industrielles qui représentent 70 % de la surface agricole utilisée (SAU).

### Milieux naturels et biodiversité

#### Espèces faunistiques et floristiques
Le site de l'Inventaire national du patrimoine naturel (INPN) recense 217 espèces faunistiques et floristiques sur le territoire de la commune dont 21 protégées et 12 taxons (espèces et sous-espèces) menacées et quasi-menacées.

## Urbanisme

### Typologie
Au 1er janvier 2024, Ficheux est catégorisée commune rurale à habitat dispersé, selon la nouvelle grille communale de densité à sept niveaux définie par l'Insee en 2022.
Elle est située hors unité urbaine. Par ailleurs la commune fait partie de l'aire d'attraction d'Arras, dont elle est une commune de la couronne,. Cette aire, qui regroupe 163 communes, est catégorisée dans les aires de 50 000 à moins de 200 000 habitants,.

### Occupation des sols
L'occupation des sols de la commune, telle qu'elle ressort de la base de données européenne d'occupation biophysique des sols Corine Land Cover (CLC), est marquée par l'importance des territoires agricoles (93 % en 2018), une proportion sensiblement équivalente à celle de 1990 (93,8 %). La répartition détaillée en 2018 est la suivante : 
terres arables (88,9 %), zones urbanisées (7 %), prairies (4 %). L'évolution de l'occupation des sols de la commune et de ses infrastructures peut être observée sur les différentes représentations cartographiques du territoire : la carte de Cassini (XVIIIe siècle), la carte d'état-major (1820-1866) et les cartes ou photos aériennes de l'IGN pour la période actuelle (1950 à aujourd'hui).

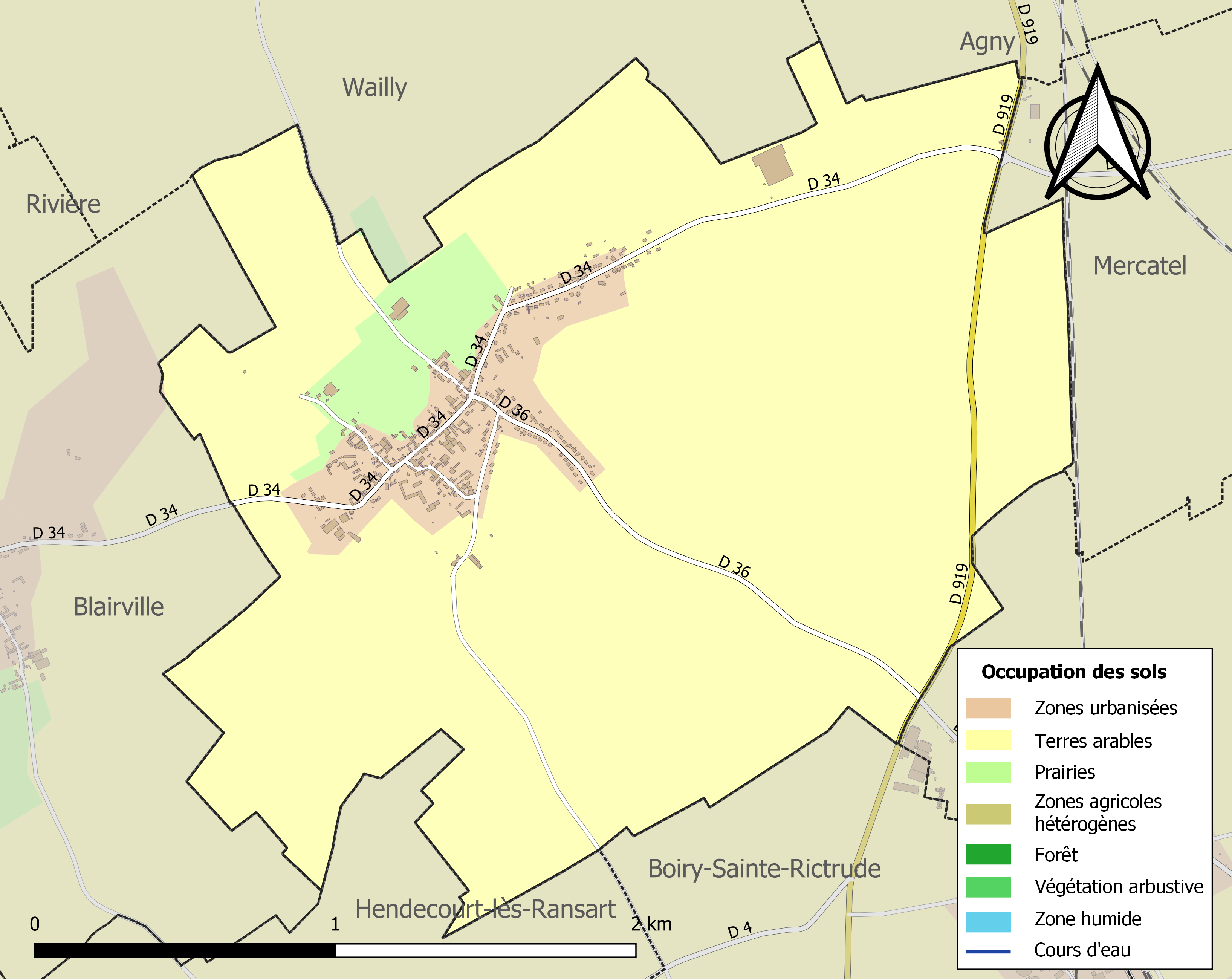
Carte des infrastructures et de l'occupation des sols de la commune en 2018 (CLC).

### Lieux-dits, hameaux et écarts
La commune compte un chef-lieu, les Vaux-Chauds, au nord du chef-lieu.

### Habitat et logement
En 2019, le nombre total de logements dans la commune était de 232, alors qu'il était de 213 en 2014 et de 217 en 2009.
Parmi ces logements, 94,8 % étaient des résidences principales, 0,7 % des résidences secondaires et 4,5 % des logements vacants. Ces logements étaient pour 100 % d'entre eux des maisons individuelles et pour 0 % des appartements.
Le tableau ci-dessous présente la typologie des logements à Ficheux en 2019 en comparaison avec celle du Pas-de-Calais et de la France entière. Une caractéristique marquante du parc de logements est ainsi une proportion de résidences secondaires et logements occasionnels (0,7 %) inférieure à celle du département (6,4 %) mais supérieure à celle de la France entière (9,7 %). Concernant le statut d'occupation de ces logements, 89,4 % des habitants de la commune sont propriétaires de leur logement (91,9 % en 2014), contre 57,8 % pour le Pas-de-Calais et 57,5 pour la France entière.
| Typologie                                               | Ficheux | Pas-de-Calais | France entière |
| ------------------------------------------------------- | ------- | ------------- | -------------- |
| Résidences principales (en %)                           | 94,8    | 85,9          | 82,1           |
| Résidences secondaires et logements occasionnels (en %) | 0,7     | 6,4           | 9,7            |
| Logements vacants (en %)                                | 4,5     | 7,7           | 8,2            |

### Voies de communication et transports

#### Voies de communication
La commune est desservie par les routes départementales D 34 et D 36 ainsi que par l'ancienne route nationale 319 (actuelle RD 919) reliant Amiens à Arras.

#### Transport ferroviaire
La commune se trouve à 9 km au sud de la gare d'Arras, située sur la ligne de Paris-Nord à Lille, desservie par des TGV inOui et des trains régionaux du réseau TER Hauts-de-France.

### Risques naturels et technologiques
La sismicité est faible.
Parmi les risques naturels et technologiques répertoriés, on dénombre les risques d'inondations, de rupture de barrage et les risques liés au transport de marchandises dangereuses.
Parmi les catastrophes naturelles passées à Ficheux, le village a subi fin décembre 1999 des inondations, coulées de boue et mouvements de terrain.

## Toponymie
Le nom de la localité est attesté sous les formes Fixeum Aplinium (?) en 891 ; Fissau en 1098 ; Fiscau en 1098 ; Fesceu en 1119 ; Feszau, Feszay au XIIe siècle ; Felcheis, Fercheu en 1252 ; Fisseu en 1323 ; Fisseus en 1387 ; Fischeulx en 1517 ; Fichoeu en 1529 ; Ficeulx en 1565 ; Fischeu en 1570 ; Fichoeux en 1607 ; Fischoeux en 1613; Ficheux depuis 1793 et 1801.
Selon Maurits Gysseling, le nom proviendrait de fiscavum, dérivé de fiscus, domaine royal.

## Histoire

### Antiquité
Des vases et une statuette en bronze ainsi que des monnaies archéologiques ont été retrouvées dans la commune. Le nom du village, qui s'appelait FIXEUM Applinium en 891, viendrait du mot fisc employé par l'administration romaine pour désigner le domaine ou le trésor public.[réf. nécessaire]

### Moyen Âge
On retrouve des traces de la mention du lieu de 898, date à laquelle l'abbaye avait fait construire le premier édifice cultuel. Les moines de l'abbaye de Saint-Vaast d'Arras venaient régulièrement à Ficheux. Un document de 1296 atteste la propriété de Saint-Vaast à Ficheux qui consistait en 135 ha de terre. Elle perçoit des droits de terrage sur 400 mesures et les deux tiers de la dîme (seigneur du clocher). L'impôt de l'église se perçoit sur les gros grainet en une importante ferme et un pigeonnier édifié en 1704 et une bergerie.
Différents fermiers qui louaient les terres à l'abbaye se sont succédé. Ils représentaient l'abbaye dans les affaires de la communauté villageoise.

### Époque contemporaine
Le village est considéré comme détruit à la fin de la Première Guerre mondiale et est décoré de la croix de guerre 1914-1918, le 23 septembre 1920, distinction également attribuée à 276 autres communes du Pas-de-Calais,.
La nouvelle église est inaugurée le 9 octobre 1930.

## Politique et administration

### Rattachements administratifs et électoraux

#### Rattachements administratifs
La commune se trouve dans l'arrondissement d'Arras du département du Pas-de-Calais.
Elle faisait partie depuis 1793 du canton de Beaumetz-lès-Loges. Dans le cadre du redécoupage cantonal de 2014 en France, cette circonscription administrative territoriale a disparu, et le canton n'est plus qu'une circonscription électorale.

#### Rattachements électoraux
Pour les élections départementales, la commune fait partie depuis 2014 du canton d'Avesnes-le-Comte
Pour l'élection des députés, elle fait partie de la première circonscription du Pas-de-Calais.

### Intercommunalité
Ficheux était membre de la communauté de communes des vertes vallées (Pas-de-Calais), un établissement public de coopération intercommunale (EPCI) à fiscalité propre créé en 2001 et auquel la commune avait transféré un certain nombre de ses compétences, dans les conditions déterminées par le code général des collectivités territoriales.
Conformément aux prescriptions de la loi de réforme des collectivités territoriales du 16 décembre 2010, qui a prévu le renforcement et la simplification des intercommunalités et la constitution de structures intercommunales de grande taille, cette intercommunalité fusionne le 1er janvier 2013 avec la communauté de communes du val du Gy, formant ainsi la communauté de communes La Porte des Vallées.
Dans le cadre des dispositions de la loi portant nouvelle organisation territoriale de la République du 7 août 2015, qui prévoit que les établissements publics de coopération intercommunale (EPCI) à fiscalité propre doivent avoir un minimum de 15 000 habitants, cette intercommunalité est dissoute et certains de ses communes, dont Ficheux, rejoignent le 1er janvier 2017, la communauté urbaine d'Arras dont est désormais membre la commune.

### Liste des maires
| Période                                  | Période                       | Identité                                       | Étiquette | Qualité |
| ---------------------------------------- | ----------------------------- | ---------------------------------------------- | --------- | --- |
| Les données manquantes sont à compléter. |                               |                                                |           | |
|                                          |                               | Léopold Jean Baptiste Tournay[réf. nécessaire] |           | propriétaire |
| Les données manquantes sont à compléter. |                               |                                                |           | |
| 1945                                     | janvier 1967                  | Maurice Vallé                                  |           | Boulanger |
| 07/04/1967                               | 20/03/1980                    | Francis Hardelin                               |           | Agriculteur |
| mai 1980                                 | mars 2008                     | Jean Souillart                                 |           | Employé SNCF |
| mars 2008                                | mars 2022                     | Jean-Claude Blouin,                            | DVG       | Ancien cadre à la mutualité sociale agricole (MSA) Président du syndicat intercommunal du RPI Brahms ( ? → 2022) Mort en fonction |
| juin 2022                                | En cours (au 22 octobre 2022) | David Tison                                    |           | Artisan électricien |

## Équipements et services publics

### Enseignement
La commune est située dans l'académie de Lille et dépend, pour les vacances scolaires, de la zone B.
Les enfants de la commune sont scolarisés avec ceux de Blairville, Ransart, Adinfer, Hendecourt-lès-Ransart et Monchy-au-Bois dans le cadre du regroupement pédagogique intercommunal 99.
La commune administre une école maternelle,.
Près de l'école se trouvent deux micro-crèches.

### Justice, sécurité, secours et défense
La commune dépend du tribunal judiciaire d'Arras, du conseil de prud'hommes d'Arras, de la cour d'appel de Douai, du tribunal de commerce d'Arras, du tribunal administratif de Lille, de la cour administrative d'appel de Douai, du pôle nationalité du tribunal judiciaire d'Arras et du tribunal pour enfants d'Arras.

## Population et société

### Démographie
Les habitants de la commune sont appelés les Ficheusois.

#### Évolution démographique
L'évolution du nombre d'habitants est connue à travers les recensements de la population effectués dans la commune depuis 1793. Pour les communes de moins de 10 000 habitants, une enquête de recensement portant sur toute la population est réalisée tous les cinq ans, les populations de référence des années intermédiaires étant quant à elles estimées par interpolation ou extrapolation. Pour la commune, le premier recensement exhaustif entrant dans le cadre du nouveau dispositif a été réalisé en 2005.

En 2022, la commune comptait 497 habitants, en évolution de −5,51 % par rapport à 2016 (Pas-de-Calais : −0,72 %, France hors Mayotte : +2,11 %).
| 1793 | 1800 | 1806 | 1821 | 1831 | 1836 | 1841 | 1846 | 1851 |
| ---- | ---- | ---- | ---- | ---- | ---- | ---- | ---- | ---- |
| 329  | 346  | 345  | 417  | 479  | 465  | 501  | 522  | 501  |

| 1856 | 1861 | 1866 | 1872 | 1876 | 1881 | 1886 | 1891 | 1896 |
| ---- | ---- | ---- | ---- | ---- | ---- | ---- | ---- | ---- |
| 504  | 496  | 514  | 556  | 549  | 566  | 568  | 557  | 596  |

| 1901 | 1906 | 1911 | 1921 | 1926 | 1931 | 1936 | 1946 | 1954 |
| ---- | ---- | ---- | ---- | ---- | ---- | ---- | ---- | ---- |
| 567  | 532  | 506  | 289  | 360  | 351  | 354  | 383  | 354  |

| 1962 | 1968 | 1975 | 1982 | 1990 | 1999 | 2005 | 2006 | 2010 |
| ---- | ---- | ---- | ---- | ---- | ---- | ---- | ---- | ---- |
| 377  | 368  | 415  | 486  | 586  | 530  | 545  | 543  | 493  |

| 2015 | 2020 | 2022 | - | - | - | - | - | - |
| ---- | ---- | ---- | - | - | - | - | - | - |
| 507  | 501  | 497  | - | - | - | - | - | - |

#### Pyramide des âges
La population de la commune est relativement jeune. Le taux de personnes d'un âge supérieur à 60 ans (16,5 %) est en effet inférieur au taux national (21,6 %) et au taux départemental (19,8 %).		
Contrairement aux répartitions nationale et départementale, la population masculine de la commune est supérieure à la population féminine (51,2 % contre 48,4 % au niveau national et 48,2 % au niveau départemental).						
La répartition de la population de la commune par tranches d'âge est, en 2007, la suivante :						
- 51,2 % d'hommes (0 à 14 ans = 19 %, 15 à 29 ans = 19,7 %, 30 à 44 ans = 20,4 %, 45 à 59 ans = 27,2 %, plus de 60 ans = 13,6 %) ;
- t des 48,8 % de femmes (0 à 14 ans = 15 %, 15 à 29 ans = 16,5 %, 30 à 44 ans = 24,1 %, 45 à 59 ans = 24,8 %, plus de 60 ans = 19,6 %).

### Sports et loisirs
- Le sentier du Brugelard (11 km) : il commence à la salle des fêtes de Ficheux, et va jusqu'à Hendecourt-lès-Ransart.
- Le sentier des Gressières (8 km) : il passe par Ficheux, Adinfer et Hendecourt-lès-Ransart[40].

## Culture locale et patrimoine

### Lieux et monuments

#### Monument historique
- L'église Saint-Maurice : la première église connue date du XIIe siècle. Au début du XVIIe siècle, la nef de l'église comprend une chapelle. Le chœur est reconstruit en 1684. L'église a été vendue comme bien national en 1799 puis reconstruite entièrement à son emplacement actuel entre 1841 et 1844. 
Détruite pendant la Première Guerre mondiale, un nouvel édifice, emblématique  de la reconstruction des édifices religieux après la Première Guerre mondiale[26] a été réalisé en 1929 avec une structure en béton armé et sur les plans de René Trubert, architecte à Arras, puis rénovée dans les années 1990, en 2002 et en 2009/2010[41]. Entre les éléments de structure, le remplissage est constitué de deux murs en briques séparés par un vide de 20 cm., qui reste apparente en partie basse. Les seuls éléments sculptés de l'église sont les quatre anges situés sur la flèche, aux ailes déployées et jouant de la trompette[24]
Des vitraux dans le chœur représentent L'Hotellier de Boulogne-sur-Mer, Anne D'Auray (patronne de la Bretagne) et le baptême de Jésus. L'église fait l'objet d'une inscription au titre des monuments historiques en 2018[42],[43].

#### Autres lieux et monuments
- L'abreuvoir date d'avant 1914. Un mur de clôture et le pavage ont été ajoutés au XIXe siècle. Il a été asséché dans les années 1990.
- Le monument aux morts[44].
- Le cimetière militaire britannique Bucquoy Road Cemetery.

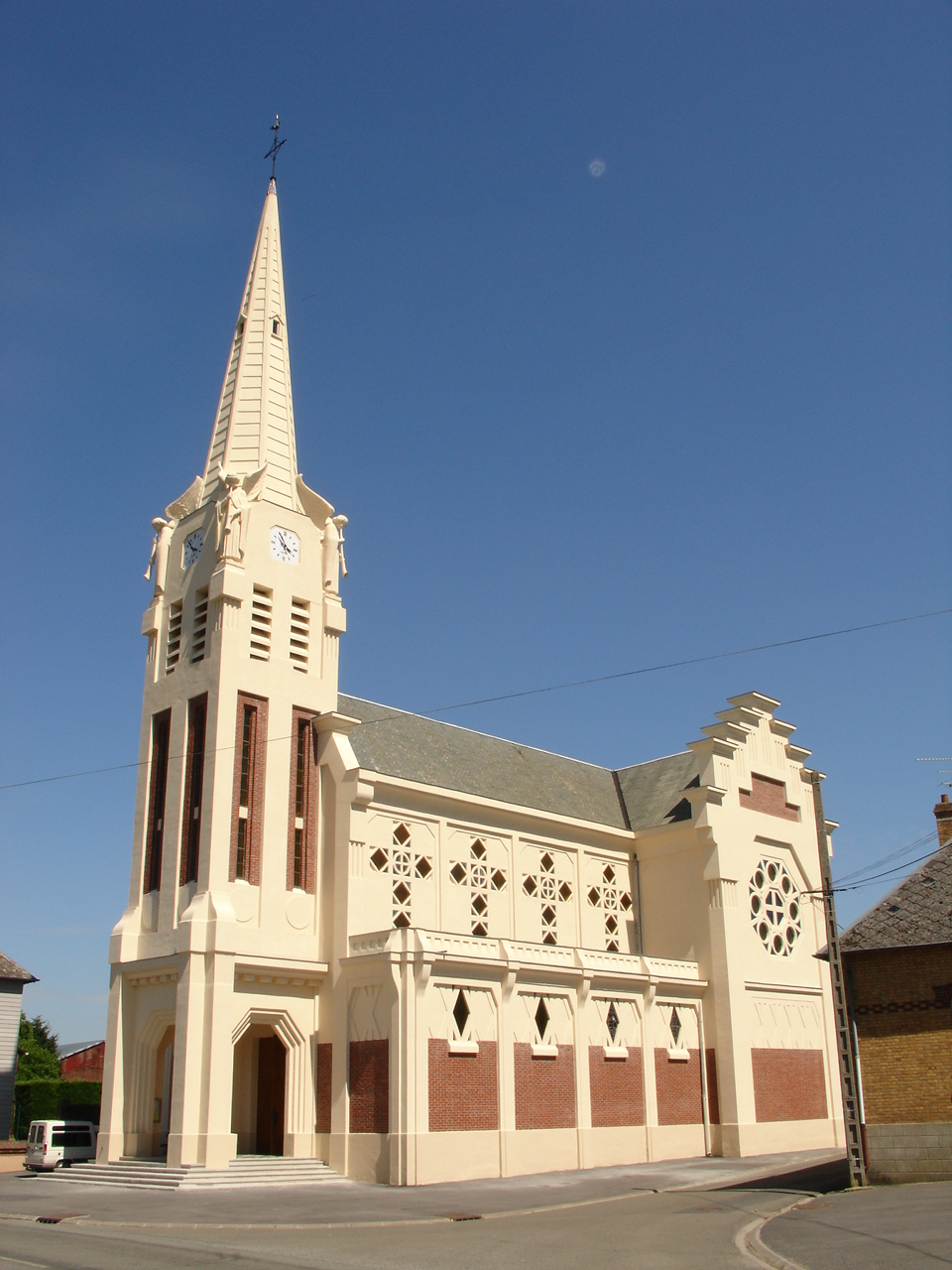
L'église Saint-Maurice.
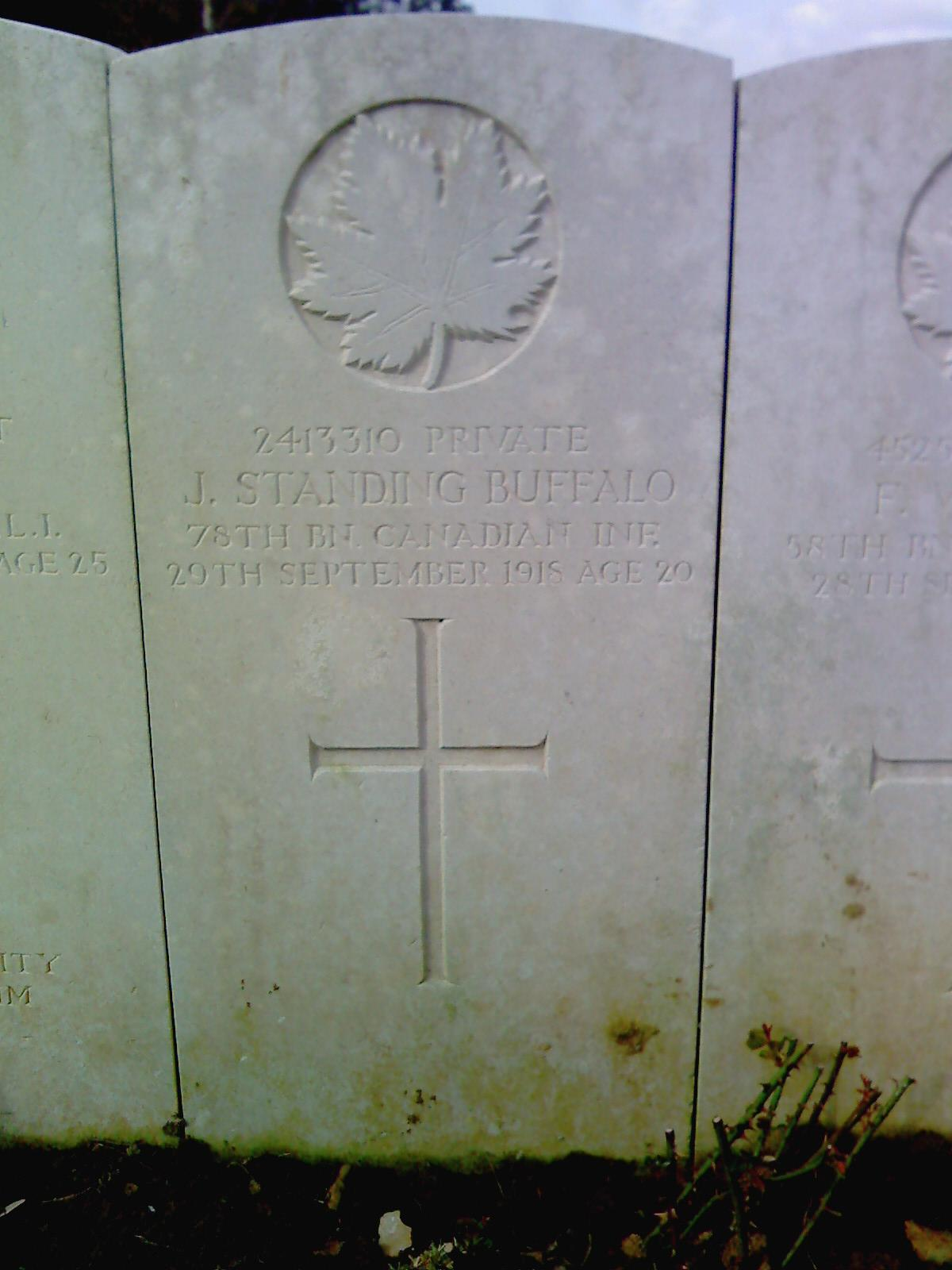
La tombe de Joseph Standing Buffalo.

### Personnalités liées à la commune
- Joseph Standing Buffalo, indien Sioux Lakota de Fort Qu'Appelle, en Saskatchewan, fils du grand chef Julius Standing Buffalo, qui s'enrôle dans les forces canadiennes durant la Première Guerre mondiale, tué le 29 septembre 1918 et inhumé dans le cimetière anglais de la route de Bucquoy[45]. Sa tombe a été purifiée lors d'un rituel le 1er septembre 2012 au cimetière militaire de Bucquoy Road, sur le territoire de Ficheux, en présence du consul du Canada à Lille, du maire, de la mère du président de l'Association de Recherche des Anciens combattants Amérindiens et de son descendant Jean-Marc Tavernier[46].
- François Vasse (1907-1974), footballeur, mort dans la commune.

### Héraldique
| Blason de Ficheux | Blason  | D'argent à trois poules de sable, becquées et membrées de gueules. Ornements extérieursCroix de guerre 1914-1918                                                                                                  |
| Blason de Ficheux | Détails | Il s'agit de l'épitaphe et des armoiries du mayeur de Ficheux Nicolas Cauwet, mort en 1693. Cette épitaphe est inscrite sur une pierre bleue qui se trouve dans le cimetière. Adopté par la municipalité en 1994. |

## Pour approfondir